# Bunyakiri
Bunyakiri est une entité territoriale située à l'extrême nord de la province du Sud-Kivu, à 72 km de la ville de Bukavu en République démocratique du Congo. Elle s’étend entre la chefferie de Buloho dont la population repartie dans huit groupements (Bitale, Lubengera, Munyanjiro, Karali, Bagana, Mulonge, Musenyi et Ndando)  est de 33.382 ; et la chefferie de Buhavu dont les groupements (Kalonge, Kalima, Mubugu et Ziralo) les plus reliés à Bunyakiri comptent 207.136 habitants. En 2008, on compte plus de 240.518 Banyake (habitants de Bunyakiri), majoritairement Batembo. 
Bunyakiri est connue pour sa culture de manioc, de banane et de noix de palme. En période de paix, elle sert de grenier pour la ville de Bukavu.  Parmi les grandes préoccupations politiques et sociales de la population de Bunyakiri figurent la paix, l’obtention du statut administratif en tant que territoire, l’électricité et le renforcement des capacités humaines notamment à travers l’éducation –rendre disponibles des centres de recherche et des bibliothèques, l’amélioration des soins de santé et le renforcement des services économiques tels, le petit commerce, l’agropastoral et l’exploitation légale des ressources naturelles.
Bunyakiri compte plusieurs centres commerciaux et une grande activité agricole. Il est connecté au reste du pays par la route nationale 3 et au monde entier par la présence des réseaux téléphoniques cellulaires. Plusieurs écoles -primaires, secondaires et d'enseignement supérieur fonctionnent aussi à Bunyakiri. 
Pendant les guerres d'agression entre 1996 et 2003, et les guerres internes sous influence externe, de 2004 à 2014, plusieurs massacres des civils, dont celui de Kamananga où plusieurs dizaines de civils ont été exécutés avec extrême atrocité en mai 2012, ont eu lieu à Bunyakiri. 

## Tourisme
Bunyakiri offre un paysage agréable aux bords de la route nationale 3, Bukavu vers Kisangani, avec des rivières poissonneuses, Luhoho (ceb), Chinganda, Nyamunene (ceb), Lwana et Makwe. Bunyakiri regorge de merveilles naturelles. On y trouve la chute maritime Kamishange ainsi que les chaines de montagne Nyamunene et Bukondo. Bunyakiri donne accès au parc national de Kahuzi-Biega qui figure parmi les sites du patrimoine mondial de l’UNESCO depuis 1980 et dont l’espèce animale rare la plus connue est le gorille des plaines orientales. Bunyakiri a des centres mouvementés tels Bitale, Bulambika, kambali, Kambegete et Hombo avec des services en hôtellerie, restauration et divertissement.

## Sources
- http://www.bunyakirisolidaire.com
- http://www.mas06.com/IMG/pdf/Diagnostic_Participatif_Villageois_2009_Territoire_de_Kalehe_PNUD.pdf